# Église des Saints-Martyrs de Turin
L’église des Saints-Martyrs (italien : chiesa dei Santi Martiri), dite aussi église des Jésuites, est un édifice religieux catholique de Turin, en Italie. Elle est sise via Garibaldi, à l’angle de la via Botero.
Dédiée aux plus anciens saints patrons de la ville, les martyrs Avventore, Ottavio et Solutore, dont elle abrite les reliques depuis la fin de 1584, l’église fut construite par les jésuites.

## Funérailles
Les personnalités suivantes y reposent :
- Milliet de Faverges[1]
- Le comte Joseph de Maistre, philosophe illustre
- Giovanni Botero, penseur politique